# Кенні Гаррісон
Кенні Гаррісон (англ. Kenny Harrison; нар. 13 лютого 1965, Мілвокі, Вісконсин, США) — американський легкоатлет, що спеціалізується на потрійному стрибку, олімпійський чемпіон 1996 року, чемпіон світу.

## Кар'єра
| Рік             | Змагання         | Місто               | Місце           | Примітки        |                 |
| Представник США | Представник США  | Представник США     | Представник США | Представник США | Представник США |
| --------------- | ---------------- | ------------------- | --------------- | --------------- | --------------- |
| 1991            | Чемпіонат світу  | Токіо, Японія       | 1               | 17.78 м         |                 |
| 1993            | Чемпіонат світу  | Штутгарт, Німеччина | 10              | 17.06 м         |                 |
| 1996            | Олімпійські ігри | Лос-Анджелес, США   | 1               | 18.09 м         |                 |
| 1997            | Чемпіонат світу  | Афіни, Греція       | 9               | 17.05 м         |                 |